# ييراي غونزاليس لويس
ييراي غونزاليس لويس (بالإسبانية: Yeray González Luis)‏ (3 أبريل 1988 في إسبانيا - ) هو لاعب كرة قدم إسباني في مركز الوسط. لعب مع نادي إيركوليس.

## وصلات خارجية
- ييراي غونزاليس لويس على موقع قاعدة بيانات كرة القدم.إي يو (الإنجليزية)
- ييراي غونزاليس لويس على موقع Soccerway.com (الإنجليزية)
- ييراي غونزاليس لويس على موقع AS.com (الإسبانية)